# Théâtre des Îlets
Le théâtre des Îlets est le centre dramatique national (CDN) de Montluçon dans l'Allier.

## Historique
En 1981, la ville de Montluçon acquiert la friche industrielle des Îlets – anciennes usines Saint-Jacques – qui devient l’espace Boris-Vian. Une partie des bâtiments est réhabilitée pour le théâtre des Îlets inauguré en 1985. La direction est alors confiée aux Fédérés (Olivier Perrier et Jean-Paul Wenzel), missionnés par le ministère de la Culture et de la Communication comme centre de création contemporaine. En 1993, le label de centre dramatique national leur est attribué.  
La direction est confiée en janvier 2003 à Anne-Laure Liégeois qui renomme le CDN Le Festin (du nom de sa compagnie). De 2012 à 2015 c'est Johanny Bert qui en reprend la direction et le baptise Le Fracas. Il y développe des projets de création tournés vers les formes marionnettiques.
Carole Thibaut arrive en janvier 2016 et redonne son nom d’origine au théâtre où elle s’accompagne d’une vingtaine d’artistes pour développer un projet artistique axé autour des écritures d’aujourd’hui.

## Fonctionnement
Le théâtre des Îlets est un centre dramatique national, à ce titre il est subventionné par le Ministère de la Culture, mais aussi par la région Auvergne-Rhône-Alpes, le département de l'Allier, Montluçon Communauté et la ville de Montluçon.

## Accès
Le théâtre des Îlets est installé dans l'espace Boris-Vian, 27 rue des Faucheroux à Montluçon. 